# 成瀬守重
成瀬 守重（なるせ もりしげ、1933年2月6日 - ）は、日本の政治家。元参議院議員（2期）。

## 来歴
愛知県岡崎市出身。1957年、早稲田大学政治経済学部卒業。。世界救世教教育政治委員会委員長、常任理事、責任役員を務める。1980年、MOA常務理事、産業経済研究協会理事などを務める。1989年の第15回参議院議員通常選挙で比例区に自由民主党から立候補して初当選。2期務める。党内では清和政策研究会（三塚派→森派）に属した。2001年に引退。2003年、勲二等瑞宝章を受章。